# Iron Lion Zion
Singles de Bob Marley
One Love (en)
(1984) Why Should I
(1992)
Iron Lion Zion est une chanson écrite et enregistrée en avril 1973, par le chanteur et auteur-compositeur jamaïcain Bob Marley. Le titre est paru sur la compilation Songs of Freedom, à titre posthume, en mai 1992 dans sa version originale. Paru en single dans une version remixée (avec Courtney Pine au saxophone), Iron Lion Zion rencontre un énorme succès dans les charts internationaux.

## Paroles
Les paroles sont liées aux croyances du mouvement rastafari. Zion désigne la « Terre promise » qui correspond aujourd'hui au périmètre autour de l'Éthiopie. Le lion fait référence au Lion de Juda, présent sur l'ancien drapeau éthiopien, et qui représente Haïlé Sélassié Ier, dernier empereur d'Éthiopie et considéré comme le Messie par la plupart des rastas. 

## Dubplate
Le DJ anglais David Rodigan a utilisé l'a cappella du morceau pour construire une dubplate exclusive basée sur le riddim Cuss Cuss, qu'il joue lors de soirées sound system.

## Titres
7" single
1. Iron Lion Zion — 3:21
2. Smile Jamaica (par Bob Marley and the Wailers) — 3:13

CD maxi
1. Iron Lion Zion (7" mix) — 3:21
2. Smile Jamaica (par Bob Marley and the Wailers) — 3:12
3. Three Little Birds (alternative mix) (par Bob Marley and the Wailers) — 2:55
4. Iron Lion Zion (12" mix) — 7:02

## Classements
| Classement (1992–1993)                 | Meilleure position |
| -------------------------------------- | ------------------ |
| Allemagne (Media Control AG)           | 17                 |
| Autriche (Ö3 Austria Top 40)           | 11                 |
| Belgique (Flandre Ultratop 50 Singles) | 5                  |
| Belgique (Flandre VRT Top 30)          | 6                  |
| États-Unis (Modern Rock Tracks)        | 11                 |
| Europe (Eurochart Hot 100)             | 10                 |
| France (SNEP)                          | 3                  |
| Irlande (IRMA)                         | 5                  |
| Nouvelle-Zélande (RMNZ)                | 2                  |
| Pays-Bas (Nederlandse Top 40)          | 4                  |
| Pays-Bas (Single Top 100)              | 5                  |
| Pologne (Classements Singles)          | 33                 |
| Royaume-Uni (UK Singles Chart)         | 5                  |
| Suède (Sverigetopplistan)              | 2                  |
| Suisse (Schweizer Hitparade)           | 9                  |

| Classement (1992)                     | Position |
| ------------------------------------- | -------- |
| Belgique (Flandre Ultratop 50)        | 48       |
| France (SNEP)                         | 17       |
| Pays-Bas (Nederlandse Top 40)         | 36       |
| Pays-Bas (Single Top 100)             | 61       |
| Royaume-Uni (Official Charts Company) | 68       |